# Thales

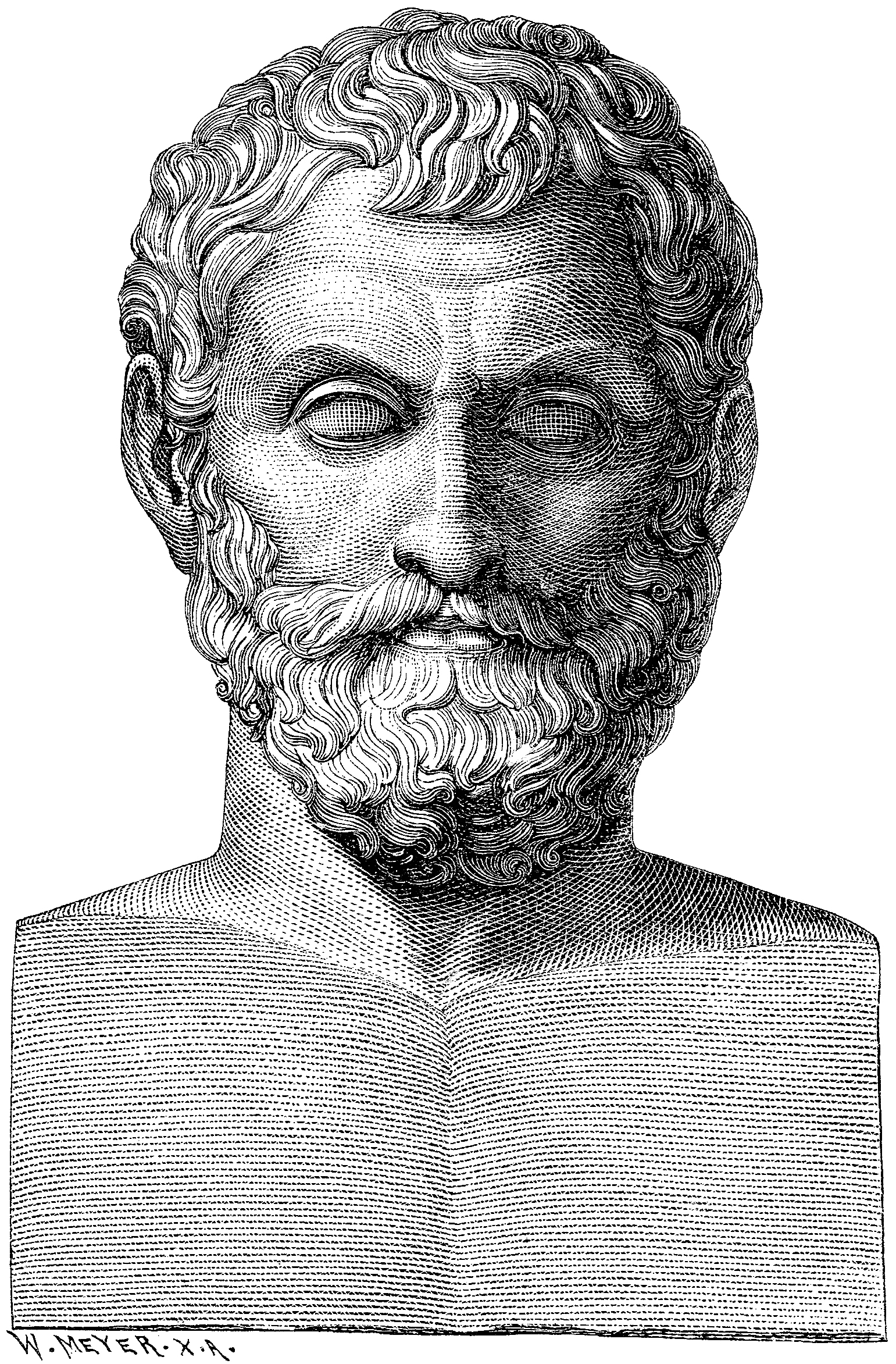
Darstellung des Thales aus einem schwedischen Lexikon 1875

Thales von Milet (altgriechisch Θαλῆς ὁ Μιλήσιος Thalḗs ho Milḗsios; * wahrscheinlich um 624/23 v. Chr. in Milet; † zwischen 548 und 544 v. Chr. ebenda) war ein vorsokratischer Naturphilosoph, Geometer und Astronom des archaischen Griechenlands.
Thales hat wahrscheinlich keine Schriften hinterlassen. Die Überlieferung fand durch andere Autoren der Antike statt. Da sich schon früh Legenden um ihn gebildet haben, kann man sich auf über ihn bekannte Details meist nicht verlassen. Es lässt sich jedoch ein grobes Bild zeichnen. Demnach hat er sich in seiner Heimatstadt Milet politisch betätigt und war jemand, der für seine große Weisheit bewundert wurde. So erachtete man ihn als einen der Sieben Weisen und als Begründer der antiken Naturphilosophie, Astronomie und Geometrie.

## Leben
Thales, dessen Eltern Examyes und Kleobuline hießen, war in der Stadt Milet an der Westküste Kleinasiens beheimatet. Ob er phönizischer Herkunft war oder nicht, ist umstritten. Er (oder wenigstens seine Mutter) entstammte laut Diogenes Laertios dem hochadeligen Geschlecht der Theliden. Es wird allerdings auch die Meinung vertreten, dass Thales’ Mutter griechischer, sein Vater karischer Abstammung war.
Nach der Chronika des Apollodors von Athen (etwa 180–110 v. Chr.) soll Thales im ersten Jahr der 35. Olympiade, also 640/39 v. Chr., geboren sein und ein Alter von 78 Jahren erreicht haben. Auch Eusebius von Caesarea setzte seine Geburt in diese Zeit. Bei Sophronius Eusebius Hieronymus fällt die Geburt des Thales je nach Handschrift in das vierte Jahr der 34. oder erste Jahr der 35. Olympiade. Nach dem Chronicon Paschale soll er im 4. Jahr der 55. Olympiade, also 557/56 v. Chr. im Alter vom 91 Jahren gestorben sein. Im selben Werk ist jedoch auch angegeben, dass er im 3. Jahr der 10. Olympiade, also 738/37 v. Chr. auf der Insel Tenedos gestorben sei. Solch ein frühes Datum wie es auch bei John Anthony Cramer erscheint ist undenkbar und möglicherweise auf eine falsche Olympiadenzählung durch Phlegon von Tralleis zurückzuführen. Die Erwähnung, dass Thales auf Tenedos gestorben sei führte jedoch dazu, dass man Kleostratos von Tenedos zu seinem Schüler und Nachfolger erklärte.
Alle anderen Quellen legen das Todesjahr in die 58. Olympiade (548–545 v. Chr.). Eusebius von Caesarea datierte dies ins erste Jahr der 58. Olympiade (548/47 v. Chr.). Je nach Handschrift fällt es bei Hieronymus ins 4. Jahr der 57. oder ins erste Jahr der 58. Olympiade. Sosikrates von Rhodos (etwa 200–128 v. Chr.) gab an, dass Thales im Alter von 90 Jahren während der 58. Olympiade starb. Die überlieferten Daten scheinen nahezulegen, dass Thales 639 v. Chr. geboren wurde und 548 v. Chr. im Alter von 91 Jahren starb. Hermann Diels vermutete jedoch, dass Thales’ Akme mit der Voraussage der Sonnenfinsternis 585 v. Chr. zusammenfiel und er zu diesem Zeitpunkt um die 40 Jahre war. Er ging deshalb davon aus, dass die Angabe der Olympiade für Thales’ Geburt verdorben und Apollodors Angabe zum Sterbealter korrekt war. Diels korrigierte das Geburtsdatum auf das erste Jahr der 39. Olympiade (624/23 v. Chr.) und seinen Tod ins dritte Jahr der 58. Olympiade (546/45 v. Chr.).
Über Thales’ Familiensituation gibt es widersprüchliche Informationen. Möglicherweise hatte er eine Frau und ein Kind, nach anderen Aussagen war er unverheiratet und hat den Sohn seiner Schwester adoptiert.
Diogenes Laertios berichtet, Thales sei von niemandem angeleitet worden, abgesehen von den Ägyptern und den Priestern. Er zitiert Pamphile, Thales habe von den Ägyptern die Geometrie gelernt. Vermutlich hielt er sich eine Zeit lang zu Forschungszwecken in Ägypten (und auch Kreta) auf und lernte dort von Priestern und Astronomen auf den Gebieten der Mathematik und Astronomie.

## Politisches Wirken
Es gibt verschiedene Hinweise darauf, dass Thales in Milet einen gewissen politischen Einfluss hatte. Spätestens seit Platon wurde meist Thales als Erster der Sieben Weisen genannt, zu denen sonst vor allem Staatsmänner wie der berühmte athenische Gesetzgeber Solon zählten.
Es gibt auch Berichte darüber, dass Thales als politischer Berater hervortrat: Herodot berichtete etwa, Thales habe den Ioniern den guten Rat gegeben, „ein gemeinsames Versammlungshaus zu errichten, und zwar in Teos, denn Teos sei der Mittelpunkt Ioniens, die anderen Städte sollten aber nach wie vor als eigenständige Kommunen gelten“. Dies erscheint unplausibel, da dieser zentralistische Gedanke eher in Perikles’ als in Thales’ Zeit gehört.
Außerdem erzählt Diogenes Laertios, er habe den Milesiern abgeraten, ein Bündnis mit Kroisos, dem Lyderkönig einzugehen, was die Milesier angesichts des Sieges Kyros’, des Perserkönigs, später gerettet habe. Dies ist ein Widerspruch zu der Anekdote bei Herodot, Thales habe den Fluss Halys umgeleitet, damit Kroisos’ Heer ihn habe überqueren können.
Im Einzelnen mögen die Berichte erdichtet sein. Im Ganzen erscheint es jedoch plausibel, dass Thales eine Rolle in der milesischen Politik spielte.

## Philosophie und Wissenschaft
„Thales lehrte, […] der Kosmos sei beseelt und voller Gottheiten.“

„Thales glaubte, dass alles von Göttern voll sei.“

„Von allen Wesenheiten ist Gott die älteste, denn er ist ungeworden. Die schönste der Kosmos, weil Gottes Werk. Die größte der Raum, weil er alles umfasst. Die schnellste der Geist, da er alles durchläuft. Die stärkste die Notwendigkeit, die alles beherrscht. Die weiseste die Zeit, die alles aufdeckt.“

„Thales sei der erste gewesen, der die Seelen unsterblich genannt habe.“

„Nach der Überlieferung zu urteilen hat es den Anschein, dass auch Thales die Seele als Bewegungsursache betrachtet hat. Er behauptete jedenfalls, der Magnetstein habe, weil er das Eisen bewege, eine Seele.“

„Aristoteles und Hippias geben an, er habe unter Hinweis auf Magneteisen und Bernstein auch dem Unbelebten eine Seele zugeschrieben.“

„Von ihm rührt auch das ‚Erkenne dich selbst‘ her.“

„Er hat auch behauptet, zwischen Leben und Tod sei kein Unterschied. ‚Warum stirbst du dann nicht?‘ fragte ihn jemand. Und er: ‚Weil es egal ist!‘“

### Naturphilosophie

#### Wasser alsarchḗ
Wasser war neben anderen Begriffen schon lange vor Thales ein Begriff, der in Kosmogonien des Alten Orients dazu benutzt wurde, die Herkunft der Welt zu erklären. Die Vorstellung eines kosmischen Urozeans, innerhalb dessen Himmel und Erde entstanden sein sollen, findet sich unter der Bezeichnung Apsu bereits in der sumerischen Mythologie und gelangte von dort aus wahrscheinlich sowohl nach Babylonien wie ins Alte Ägypten. Auch in der Ilias, die im 8. Jahrhundert v. Chr. von Homer gedichtet wurde, wird von dem Flussgott Okeanos gesagt, er sei der „Ursprung der Götter“ und der „Ursprung von allem.“ Im 7. Jahrhundert v. Chr. schrieb der Dichter Alkman eine Weltentstehungsgeschichte, an deren Anfang die Gewässer stehen. Es kann angenommen werden, dass einige dieser alten Vorstellungen Thales beeinflusst haben. Jedenfalls ist dieser in die Philosophiegeschichte eingegangen, weil er das Wasser als den Anfang oder Urgrund aller Dinge bezeichnet haben soll:

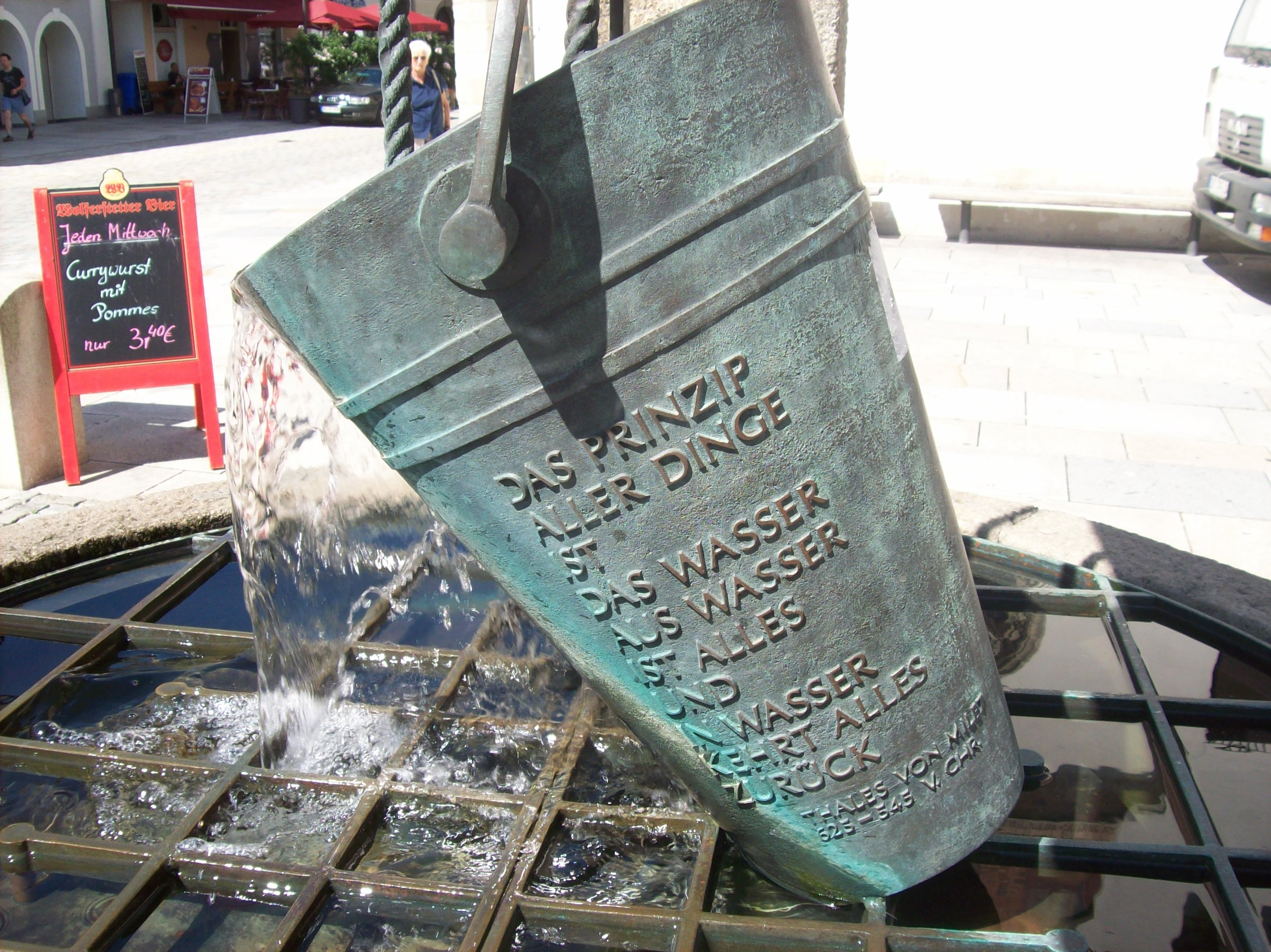
Ein Thales-Denkmal in Deggendorf

„Thales […] bezeichnet als […] Ursprung [archḗ] das Wasser [hýdōr]. Auch das Land, lehrte er deshalb, ruhe auf dem Wasser. Den Anlass zu dieser Ansicht bot ihm wohl die Beobachtung, dass die Nahrung aller Wesen feucht ist, dass die Wärme selber daraus entsteht und davon lebt; woraus aber jegliches wird, das ist der Ursprung von allem. War dies der eine Anlass zu seiner Ansicht, so war ein andrer wohl der Umstand, dass die Samen aller Wesen von feuchter Beschaffenheit sind, das Wasser aber das Prinzip für die Natur des Feuchten ausmacht. Manche nun sind der Meinung, dass schon die Uralten, die lange Zeit vor dem gegenwärtigen Zeitalter gelebt und als die ersten in mythischer Form nachgedacht haben, die gleiche Annahme über die Substanz gehegt hätten. Diese bezeichneten Okeanos und Tethys als die Urheber der Weltentstehung und das Wasser als das, wobei die Götter schwören. […] Ob nun darin wirklich eine so ursprüngliche Ansicht über die Substanz zu finden ist, das mag vielleicht nicht auszumachen sein. Jedenfalls von Thales wird berichtet, dass er diese Ansicht von der obersten Ursache aufgestellt habe.“

Nach Aristoteles war Thales der erste Philosoph, der die Frage nach einem Urgrund aller Dinge stellte. Aristoteles unterscheidet die Ansichten der Vorsokratiker nach Anzahl und Beschaffenheit des angenommenen Ursprungs aller Dinge (archḗ). Thales habe nicht mehrere Ursprünge angenommen – wie Empedokles, der von den vier Ursprüngen Feuer, Wasser, Luft und Erde ausging –, sondern nur einen, der zudem „materieller“ Natur gewesen sei, also nicht „immateriell“ wie etwa „das Unbegrenzte“ seines Schülers Anaximander. Ähnliches wie Aristoteles berichten auch Hippolyt von Rom und Diogenes Laertios, wobei Hippolyt von Rom im folgenden Zitat auch die Theologie und Astronomie des Thales, sowie eine Anekdote erwähnt:

„Thales aus Milet, einer der sieben Weisen, soll sich zuerst mit Naturwissenschaft befaßt haben. Er behauptete, Ursprung und Ende des Alls sei das Wasser; denn aus Wasser, sei es in festem, sei es in flüssigem Zustande, bestehe das Universum, und es schwebe auf dem Wasser; hiervon kämen auch die Erdbeben, die Wechsel der Winde und die Bewegungen der Gestirne; alles sei in der Schwebe und im Flusse, wie es die Natur der ersten Werdensursache mit sich bringe; das, was weder Anfang noch Ende habe, sei Gott. Thales widmete sich auch der Lehre und der Forschung über die Gestirne und ist so für die Griechen der erste Begründer der diesbezüglichen Wissenschaft. Da er eines Tages zum Himmel hinaufschaute, um die Dinge oben genau beobachten zu können, wie er sagte, fiel er in einen Brunnen. Eine Magd, namens Thratta, lachte ihn aus und sagte: ‚Da er die Dinge am Himmel sehen will, übersieht er, was vor seinen Füßen ist.‘ Thales lebte zur Zeit des Krösus.“

„Thales lehrte, der Ursprung aller Dinge sei das Wasser.“

#### Sonstiges
Aristoteles berichtet, Thales habe die Ruhelage der Erde damit erklärt, dass die Erde auf Wasser schwimme.
Als Grund für die jährliche Überschwemmung des Nils soll Thales die Etesien genannt haben, denn diese Sommerwinde, die der nördlichen Fließrichtung des Nils entgegengesetzt sind, würden das Abfließen ins Mittelmeer verhindern.

### Mathematik

Veranschaulichung des Satzes des Thales

Hier steht die Sonne so, dass der Schatten eines Stabes (B) genauso lang ist, wie der Stab selbst (A) und die Länge des Schattens einer Pyramide plus deren halbe Seitenlänge (ergibt C) genauso lang ist, wie die Höhe der Pyramide (D). Thales hat den Schatten und die Seitenlänge der Pyramide abgemessen und so sagen können, wie hoch sie ist.

Diogenes Laertios hat uns zwei mathematische Erkenntnisse des Thales überliefert. So sage Pamphile, Thales habe „als Erster das rechtwinklige Dreieck in den Kreis eingetragen.“ Üblicherweise wird diese Stelle bei Diogenes Laertios so interpretiert, dass hier der Satz des Thales gemeint ist. Der Satz des Thales ist ein mathematischer Lehrsatz, nach dem ein Dreieck, von dem eine Seite dem Durchmesser seines Umkreises entspricht, ein rechtwinkliges Dreieck ist. Man kann die Stelle aber auch so interpretieren, dass Thales das zum Kreis flächengleiche rechtwinklige Dreieck gezeichnet habe, dabei ergibt sich 3 als Näherung für die Kreiszahl. Die zweite Stelle lautet: „Auch berichtet Hieronymos, er habe die Höhe der Pyramiden gemessen vermittelst ihres Schattens, den er genau in dem Zeitpunkt abmaß, wo unser Schatten und unser Leib die gleiche Länge haben.“ Dieses Messverfahren kann als früher Vorläufer eines späteren Strahlensatzes angesehen werden, der Wahrheitsgehalt der überlieferten Stelle ist jedoch umstritten. So ist das beschriebene Messverfahren nicht zur Messung der Höhe von jeder Pyramide geeignet (einige haben einen zu flachen Steigungswinkel), bei einer geeigneten stand auch nur bei günstigem Sonnenstand, also an ein oder zwei Tagen im Jahr, die Spitze des Pyramidenschattens genau senkrecht über einer Pyramidenkante, sodass dieser direkt messbar war. Diese Methode war für die Messung von Pyramidenhöhen also kaum praktisch verwendbar und auch nicht besonders eindrucksvoll, denn die Ägypter konnten die Höhe einer Pyramide ohne Schwierigkeit berechnen.
Weitere mathematische Erkenntnisse des Thales gibt Proklos in seinem Kommentar zu Euklids Elementen an: „Dass der Kreis durch den Durchmesser halbiert wird, soll zuerst Thales bewiesen haben.“ Weiter schreibt Proklos: „Es wird gesagt, er habe als erster gewusst und gesagt, dass in jedem gleichschenkligen Dreieck die Winkel an der Grundlinie gleich sind, wobei er in altertümlicher Weise die gleichen [ἴσας, d. h. maßgleich] Winkel ähnlich [ὁμοίας, d. h. gestaltgleich] nannte.“ Nach Eudemos soll Thales auch zuerst gefunden haben, dass Scheitelwinkel gleich sind, aber erst Euklid habe einen Beweis für erforderlich gehalten. Eine weitere Stelle lautet: „Eudemos führt in seiner Geschichte der Geometrie diesen Satz [den dritten Kongruenzsatz] auf Thales zurück. Er sagt, die Methode, nach der er die Entfernung der Schiffe auf dem Meer errechnete, müsse notwendig auf Verwendung dieses Satzes beruhen.“ Es ist jedoch bis heute unklar, wie Thales dies durchgeführt haben soll, antike Messverfahren waren dafür kaum geeignet. Eudemos nahm zudem nur an, dass Thales diesen Satz kannte.

### Astronomie
Herodot berichtet, Thales habe das Jahr einer Verfinsterung korrekt vorhergesagt, welche plötzlich während einer Schlacht zwischen Lydern und Medern eingetreten sei. Häufig wird dies so gedeutet, dass damit eine totale Sonnenfinsternis gemeint ist. Plinius der Ältere berichtete dass Thales der erste Grieche war, der eine Sonnenfinsternis voraussagte und datierte dieses Ereignis in das vierte Jahr der 48. Olympiade, also in das Jahr 485/84 v. Chr. Eusebius von Caesarea setzt die von Thales vorhergesagte „Verfinsterung der Sonne“ in das 2. Jahr der 49. Olympiade, 483/82 v. Chr. und Sophronius Eusebius Hieronymus das „Verschwinden der Sonne“, je nach Handschrift, zwischen 588/87 und 585/4 v. Chr. Georgios Synkellos, der kein genaues Datum angibt, legt die „Sonnenfinsternis“ zeitlich vor die ersten Pythischen (582 v. Chr.) und ersten Isthmischen Spiele (580 v. Chr.).
Rückwirkend wurde berechnet, dass am ehesten die Sonnenfinsternis vom 28. Mai 585 v. Chr. zu diesen Angaben passe. Herodots Zitat lässt jedoch offen, um was für eine Verfinsterung es sich handelte. Totale Sonnenfinsternisse geschehen äußerst selten, eine atmosphärische Verfinsterung ist viel wahrscheinlicher. Die späteren Autoren scheinen von einer totalen Sonnenfinsternis zu berichten. Mit dem Kenntnisstand zu Thales’ Zeit war es zudem nicht möglich, den Zeitpunkt einer Sonnenfinsternis im Voraus zu berechnen. Wahrscheinlich ist, dass Thales etwas anderes vorhergesagt hat, das nachträglich von Herodot mit der Verfinsterung bei jener Schlacht identifiziert wurde. Der Astronom Miguel Querejeta möchte Thales’ Voraussage der Sonnenfinsternis mittels eines Zyklus, ähnlich dem Saroszyklus, nicht vollständig ausschließen, dass diese Vorhersage zutraf war jedoch ein Zufall und ist kaum auf wissenschaftliche Erkenntnis zurückzuführen.
Folgendes hat Diogenes Laertios zur Astronomie des Thales überliefert:

„Manche Autoren geben an, er habe als erster Astronomie getrieben, Sonnenfinsternisse vorhergesagt und die Sonnenwenden festgelegt.“

„Auch bestimmte er zuerst die Sonnenbahn von Wende zu Wende, nach anderen auch das Verhältnis von Sonnen- und Monddurchmesser zum jeweiligen Bahnumfang als 1:720. Als erster hat er den monatsletzten Tag mit ‚der Dreißigste‘ bezeichnet und naturtheoretische Probleme erörtert.“

„Er soll die Jahreszeiten eingeführt und das Jahr in 365 Tage geteilt haben.“

Der Mondkrater Thales ist nach ihm benannt.

### Technik
Auch von einer möglichen Ingenieursleistung des Thales wurde berichtet. So habe er den Fluss Halys zumindest teilweise umgeleitet, damit ihn das Heer des Kroisos habe überqueren können. Herodot bezweifelte dies und ließ das Heer den Fluss auf bestehenden Brücken überqueren.

## Anekdoten
Bekannt geworden sind vor allem zwei Anekdoten über Thales. Nach der ersten soll er aufgrund seiner astronomischen Kenntnisse eine große Olivenernte prognostiziert und daraufhin gewinnbringend in Ölpressen investiert haben:

„Man hielt ihm […] aufgrund seiner Armut vor, dass die Philosophie eine nutzlose Beschäftigung sei. Da er nun infolge seiner Sternbeobachtung erkannt hatte, dass es eine reiche Olivenernte geben werde, soll er noch im Winter […] für alle Ölpressen in Milet und Chios Anzahlungen hinterlegt und sie, da niemand dagegenhielt, für einen geringen Betrag gemietet haben. Als aber der rechte Augenblick gekommen war, und gleichzeitig und plötzlich ein hoher Bedarf an Ölpressen entstand, habe er sie zu seinen Bedingungen vermietet und viel Geld dabei gemacht. Er habe damit bewiesen, dass es für Philosophen leicht sei, reich zu werden, wenn sie nur wollten, es jedoch dies nicht sei, wonach sie strebten.“

Nach der zweiten soll er von einer Magd verspottet worden sein, weil er beim Sterneschauen in einen Brunnen gefallen sei:

„Thales […] fiel, als er sich mit den Sternen beschäftigte und nach oben blickte, in einen Brunnen. Da soll ihn eine witzige und reizende thrakische Magd verspottet haben, weil er zwar die Dinge am Himmel zu erkennen begehre, ihm aber, was ihm vor den Füßen liege, entgehe.“

Siehe dazu auch Σὺ τὰ ἐν οὐρανῷ βλέπειν πειρώμενος τὰ ἐπὶ τῆς γῆς οὐχ ὁρᾷς; in der Liste griechischer Phrasen.
Eine häufig rezipierte Anekdote ist, dass Thales einen Dreifuß erhalten habe, welcher als Preis für den weisesten aller Menschen gedacht gewesen sei. Es existieren einige widersprüchliche Fassungen dieser Geschichte.

## Überlieferung
Fast alle Forscher gehen davon aus, dass Thales kein Schriftsteller war. Was von ihm bekannt ist, wurde durch andere antike Autoren überliefert. Eine der Hauptquellen zu seinem Leben und Werk ist der antike Schriftsteller Diogenes Laertios, der allerdings etwa 800 Jahre nach Thales gelebt hat. Schon dieser war auf manchmal widersprüchliche Quellen angewiesen. Frühere Autoren, die über Thales berichten, sind der Geschichtsschreiber Herodot sowie die Philosophen Platon und vor allem Aristoteles.

## Ehrung
Nach Thales ist die Pflanzengattung Thalesia Bronner aus der Familie der Weinrebengewächse (Vitaceae) benannt.